# 布韋爾 (內布拉斯加州)
布韋爾（英語：Burwell）是一個位於美國內布拉斯加州加菲爾德縣的城市。根據2010年美國人口普查，該地共人口1210人，而該地的面積約為2.68平方千米。同時該地也是加菲爾德縣的縣治。

## 地理
布韋爾的座標為41°46′53″N 99°08′03″W / 41.78139°N 99.13417°W，而該地的平均海拔高度為663米（即2175英尺）。